# Jun Muramatsu
Jun Muramatsu (村松 潤 Muramatsu Jun?), född 10 april 1982 i Shizuoka prefektur, är en japansk före detta fotbollsspelare.
Muramatsu började sin karriär 2001 i Shimizu S-Pulse. 2006 flyttade han till Vegalta Sendai. Efter Vegalta Sendai spelade han för Mito HollyHock och Giravanz Kitakyushu. Han avslutade karriären 2010.